# José Messias
José Messias da Cunha (Bom Jardim de Minas, 7 de outubro de 1928 — Rio de Janeiro, 12 de junho de 2015) foi um compositor, cantor, escritor, radialista, apresentador e produtor de programas de rádio e televisão, além de jornalista, crítico musical e jurado musical em programas de talentos na televisão. Personagem de destaque expressivo na cultura artística brasileira durante várias décadas, desde a era de ouro do rádio e o início da televisão no país.

## Biografia
José Messias nasceu em 7 de outubro de 1928, no Município de Bom Jardim de Minas (MG). Nascido de família pobre, mas extremamente musical (o pai, e o avô eram regentes de banda, o tio era trombonista), ainda jovem começou a compor músicas para blocos de carnaval. Essa verve artística e musical iria acompanhá-lo por toda a sua vida nas múltiplas facetas de expressão.
Mudou-se, mais tarde, para Barra Mansa, trazido por um parente de nome José Gentil, nascido também em Bom Jardim de Minas, já falecido, que  ainda possui filhos na cidade de Barra Mansa,  que foi quem  o levou para a Capital (Rio de Janeiro) este parente foi quem o ensinou a ler e escrever, pois como é sabido, José Messias não tinha estudo quando morava em Bom Jardim de Minas. Este seu parente era autodidata, falando fluentemente Latim, Inglês e Esperanto e ainda grande conhecedor da gramática da Língua Portuguesa, e ali aprendeu os ofícios do circo em pequenas companhias locais, havendo atuado, inclusive como palhaço de circo.
Em 1945 seguiu para o Rio de Janeiro — onde viveria por várias décadas — e participou de vários programas de rádio (entre os quais, "Papel Carbono", de Renato Murce). Estudou no Liceu de Artes e Ofícios. Trabalhou, também, durante algum tempo, no comércio, até que foi apresentado ao compositor Herivelto Martins, de quem veio a ser então secretário.
Com esse trabalho e com o relacionamento no meio artístico de então, oportunidades começaram a surgir, e José Messias chegou a substituir Grande Otelo em vários espetáculos. Continuava a compor músicas de Carnaval e, em 1952, conseguiu que fosse gravada a "Marcha do Coça Roça", sua primeira composição, que veio a ser interpretada por Heleninha Costa. Seguiram-se, depois, várias outras interpretações de composições suas, por artistas famosos da época de ouro do rádio brasileiro: Emilinha Borba, Francisco Carlos, Marlene, e Quatro Ases e Um Coringa. Por essa época, escreveu para jornais e revistas.
Em 1954 o então Ministro do Trabalho João Goulart nomeou-o para o Serviço de Recreação Operária, porém à disposição da Rádio Mauá, o que lhe permitiu continuar a desenvolver seus atributos musicais.
Em 1955 estreou como apresentador de auditório na Rádio Mayrink Veiga. Por dez anos, ele acumulou o exercício da função pública com as atividades privadas de direção e de apresentação de programas em várias radioemissoras daquela época no Rio de Janeiro (rádios Mundial, Carioca, Metropolitana, Tupi, Guanabara e Nacional). Identificado com a juventude da época, José Messias renovou o cenário musical de então: criou, em conjunto com Carlos Imperial e Jair de Taumaturgo, o marcante movimento de renovação e vanguarda musical que veio a ser a Jovem Guarda. Vanguardista em cultura musical, ele efetivamente lançou ao estrelato muitos cantores, por meio do seu programa "Favoritos da Nova Geração". Figuram entre os mais conhecidos e famosos os artistas Clara Nunes, Jerry Adriani, Roberto Carlos e Wanderley Cardoso, dentre muitos outros. Ainda em 1955 compôs o samba "A mão que afaga", com Raul Sampaio, gravado na Continental, pelos Vocalistas Tropicais. 
Em 1956 estreou em discos pela pernambucana Gravadora Mocambo, registrando, de sua autoria e Carlos Brandão, a batucada "Macumbô" e o samba "Deus e a natureza".
Em 1957 gravou na Copacabana os sambas "Ai, ai, meu Deus", de Amorim Roxo e Nelinho e "Vou beber", de sua autoria com Carlos Brandão.
Em 1959 gravou pela Continental o mambo "Você aí", de sua autoria, e o samba "Fim de safra", de Luiz de França e Zé Tinoco. Nesse ano, seu samba "O sono de Dolores", em homenagem a Dolores Duran, que acabara de falecer, foi gravado por Ângela Maria e Mara Silva na Rádio Copacabana.
Em 1960 gravou na Polydor a "Marcha da condução", de sua autoria e "Garoto solitário", de Adelino Moreira, sucesso no carnaval do ano seguinte. Nesse ano, Carlos Augusto gravou seu bolero "Chega".
Em 1961 gravou na Philips, de sua autoria, o rock "Rock do Cauby", e, de Edgardo Luiz e Geraldo Martins, o samba "Amor de verão". 
Em 1962 obteve destaque com a "Marcha do Carequinha". Gravou na Rádio Mocambo o cha-cha-chá "Garrincha-cha", de Rutinaldo, homenagem ao jogador de futebol Garrincha, do Botafogo do Rio de Janeiro. Nesse ano, seu bolero "Pecador", foi gravado por Silvinho. No começo dessa década, foi um dos radialistas que mais apoiou o movimento ligado ao rock, prestigiando os artistas ligados à Jovem Guarda.
Em 1963 gravou na RGE o "Twist do pau de arara", de Raul Sampaio e Francisco Anísio e o "Cha cha cha do Carequinha", de sua autoria. Ainda gravou na Odeon as marchas "Deus tem mais pra dar", de Valfrido Silva, Gadé e Humberto de Carvalho e "Marcha do pica-pau", de Valfrido Silva e Humberto de Carvalho. Também no mesmo ano, teve a música "Aconteça o que acontecer" gravada pelo Trio Esperança.
Em 1969 gravou a música "Terreiro de outro rei", de sua autoria no LP "O fino da roça", de Jackson do Pandeiro. Atuou também nas TVs Tupi, Continental, Rio e Excelsior. Na TV Tupi, participou dos programas Flávio Cavalcanti e "A Grande Chance". No SBT, de São Paulo, participou, desde o ano 2000, do Programa Raul Gil, bem como teve atuação muito permanente nas mais diversas emissoras da radiofonia carioca, especialmente a Rádio Nacional do Rio de Janeiro.
Em 1995 teve a música “Severino bom de briga” gravada na voz de Marcus Lucenna, no LP “A profecia”, tendo tido algum destaque no meio musical underground.
Em 2000 teve a música "Travesseiro" relançada na voz de José Ricardo, no CD "José Ricardo - Serenata Suburbana", do selo Revivendo.
Em 2002 produziu o CD "Seleção Nota 10 de José Messias" pela Warner.

## Compositor
Compositor desde a juventude, José Messias era sócio honorário da Sociedade Brasileira de Autores, Compositores e Escritores de Música (SBACEM). É autor de mais de duzentas composições. Algumas delas foram gravadas por grandes nomes da MPB, entre artistas e grupos musicais, como: Ângela Maria,  Caetano Veloso, Cauby Peixoto, Clara Nunes, Dircinha Batista, Emilinha Borba, Jair Rodrigues, José Ricardo, Linda Batista, Marisa Monte, Nelson Gonçalves, Pery Ribeiro, Quarteto em Cy, Roberto Carlos, Sílvio César, entre outros.

## Rádio e Televisão
José Messias foi, também, apresentador e diretor em várias emissoras de Rádio e de Televisão do Rio de Janeiro. Como tal, dirigiu Flávio Cavalcanti, Aírton Rodrigues e Lolita Rodrigues entre outros.

### "A Grande Chance"
Na década de 1970, enquanto ainda trabalhava na rádio, ingressou também nas duas principais emissoras de televisão cariocas: as de então TV Tupi e TV Rio. Veio, assim, pouco depois, a compor o júri musical mais importante da televisão brasileira da época, no então famoso programa "A Grande Chance", apresentado por Flávio Cavalcanti.
Conforme relato do jornalista, radialista e estudioso da música popular brasileira, Osmar Frazão, a última formação do programa "A Grande Chance" contou com a participação dos seguintes jurados: Umberto Reis, Erlon Chaves, Osmar Frazão, Artur Faria, Cidinha Campos ( depois retornou Márcia de Windsor), Carlos Renato, Jorge Mascarenhas, além de José Messias, sendo que Osmar Frazão entrou para substituir Sérgio Bittencourt, que ficou uma temporada em São Paulo. Por tal razão, Osmar Frazão, nesse programa, foi batizado por Flávio Cavalcanti de "A Enciclopédia da Musica Popular Brasileira ". Foi, ainda, Osmar Frazão a convidá-lo como apresentador do programa denominado "A Hora dos Calouros" na Rádio Nacional, nesse tempo, eu era Diretor Geral da Radio Nacional do Rio de Janeiro no período de 1995 até 2003.

### Apresentador
Em 1972 transferiu-se para a TV Bandeirantes e o Sistema Brasileiro de Televisão (SBT), e então produziu e dirigiu o "Clube dos Artistas", então apresentado pelo casal Aírton Rodrigues e Lolita Rodrigues.
Em 1974 criou o quadro "Pra Quem Você Tira o Chapéu", que já foi apresentado por vários artistas. Anos depois, passou o comando a Raul Gil e participou de seu programa de 1998 até pouco antes de sua morte, como jurado fixo.
No inicio da década de 1980, enquanto ainda integrava a Rádio Nacional, adquiriu emissoras de rádio da Região dos Lagos e do Jornal de Negócios, assumindo, em 1990, a superintendência do Sistema Serramar de Comunicações, que então congregava cinco emissoras. Em 1998, assumiu a titularidade a Secretaria de Cultura, Educação, Esporte e Lazer de Saquarema.
Em 1966 a Rádio Nacional contratou-o como locutor, apresentador e produtor, onde apresentou, entre outros, o "Show da Cidade", o "Programa José Messias", "A Hora dos Calouros" e "Viva a Jovem Guarda".

### Jurado musical
Em 2001, convidado pelo também apresentador, compositor e cantor Raul Gil, tornou-se jurado no Programa Raul Gil. Além da função de jurado ilustre nos vários programas de talentos apresentados por Raul Gil, em sucessivas redes de televisão, José Messias dedicou-se ao resgate da memória do rádio e da televisão brasileiros.

## Escritor
José Messias da Cunha foi membro da Academia Nacional de Letras e Artes. Recentemente, lançou seu primeiro livro, "Sob a Luz das Estrelas: Somos uma Soma de Pessoas". Na obra, ele apresenta a história de sua vida e carreira, bem como exibe um valioso retrospecto da história do Rádio e da Televisão no Brasil, história da qual foi co-protagonista.

## Morte
Morreu no dia 12 de junho de 2015, aos 86 anos, devido a uma assepsia abdominal. Estava internado há cerca de dez dias no Hospital Italiano, no Grajaú, na Zona Norte do Rio de Janeiro. Seu corpo foi sepultado no Cemitério de Saquarema, no Rio de Janeiro.

## Obra artística
- A mão que afaga (com Raul Sampaio)
- Aconteça o que acontecer
- Cha cha cha do Carequinha
- Chega
- Dança do coça-coça
- Deus e a natureza (com Carlos Brandão)
- Dorme
- Empresta o Teu Sorriso
- Macumbô (com Carlos Brandão)
- Marcha da condução
- Marcha do Carequinha
- Maria carnaval
- O sono de Dolores
- Pecador
- Terreiro de outro rei
- Travesseiro
- Trenzinho de brinquedo-piuí
- Você ai
- Vou beber (com Carlos Brandão)
- Madrugada e amor

## Discografia
- (1956) Macumbô/Deus e a natureza • Mocambo • 78 rpm
- (1957) Ai, ai, meu Deus/Vou beber • Copacabana • 78 rpm
- (1959) Você aí/Fim de safra • Continental • 78 rpm
- (1960) Marcha da condução/Garoto solitário • Polydor • 78 rpm
- (1961) Rock do Cauby/Amor de verão • Philips • 78 rpm
- (1962) Garrincha-cha/Duas mães (PB: Crepúsculo) • Mocambo • 78 rpm
- (1962) Maria carnaval/Marcha do carequinha • Philips • 78 rpm
- (1962) Trenzinho de brinquedo-piuí/Dorme • Mocambo • 78 rpm
- (1963) Deus tem mais pra dar/Marcha do pica-pau • Odeon • 78 rpm
- (1963) Twist do pau de arara/Cha cha cha do Carequinha • RGE • 78 rpm

## Condecorações
José Messias da Cunha foi condecorado com vários méritos, entre diplomas, troféus e medalhas, com especial destaque para:
- Cidadão Benemérito da Cidade do Rio de Janeiro
- Medalha Tiradentes
- Prêmio Noel Rosa (pelo Sindicato dos Compositores)